# El porvenir de una ilusión
El porvenir de una ilusión (Die Zukunft einer Illusion) es un libro escrito en 1927 por Sigmund Freud. En él describe su interpretación sobre los orígenes, desarrollo y psicoanálisis de la religión así como su futuro. Freud veía la religión como un falso sistema de creencias.

## Recepción
Freud envió una copia de El porvenir de una ilusión a su amigo Romain Rolland. Mientras que Rolland en líneas generales estaba de acuerdo con la valoración que Freud hacía de la religión, cuestionó el que Freud hubiera descubierto la fuente verdadera del sentimiento religioso, que él adscribía a un "sentimiento oceánico". El psiquiatra Carl Jung, fundador de la psicología analítica, escribió que El porvenir de una ilusión "proporciona el mejor testimonio posible" del pensamiento temprano de Freud, "que bordea los límites entre el racionalismo anticuado y el materialismo científico de finales del siglo diecinueve". El crítico Harold Bloom considera El porvenir de una ilusión "uno de los mayores fracasos de la crítica a la religión". Bloom cree que Freud subestimó a la religión y fue, por tanto, incapaz de deslegitimarla de una forma efectiva. Hoy en día, algunos especialistas interpretan los argumentos de Freud como una manifestación de la falacia genética, según la cual una creencia es considerada falsa o inverificable basándose en su origen.